# Paul Würfler

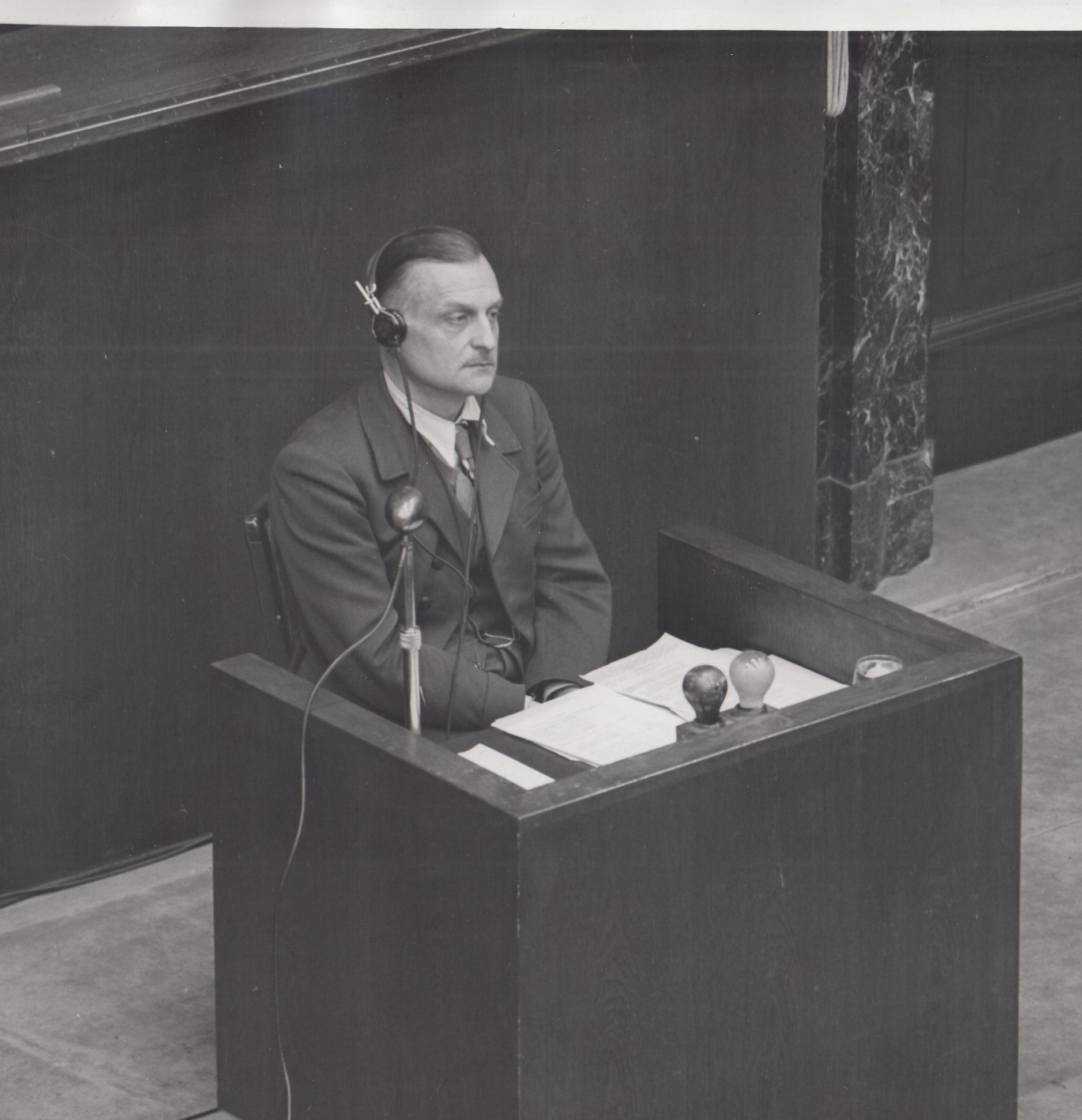
Paul Würfler als Zeuge im Nürnberger Ärzteprozess 1947

Paul Würfler (* 4. Februar 1895 in Wetzlar; † 14. November 1985 in Bonn) war ein deutscher Mediziner und Sanitätsoffizier, zuletzt Generalarzt der Luftwaffe der Wehrmacht.

## Leben
Paul Würfler studierte nach der Reifeprüfung ab 1913 Medizin an den Universitäten Jena und Berlin. Anfang August 1914 meldete er sich als Kriegsfreiwilliger zur Armee und nahm als Angehöriger des Sanitätsdienstes am Ersten Weltkrieg teil. Nach Kriegsende schied er im Januar 1919 als Feldhilfsarzt aus der Armee aus. Anschließend nahm er das Medizinstudium wieder auf und wurde 1920 mit der Dissertation Bereichern oder klären Kriegserfahrungen unsere Anschauungen über die Aetiologie der multiplen Sklerose?: Bearb. auf Grund des Beobachtungsmaterials der Psychiatrischen und Nervenklinik zu Jena an Soldaten in Jena zum Dr. med. promoviert. Danach praktizierte er als niedergelassener Allgemeinmediziner in Rastenberg und absolvierte ab 1923 seine Facharztausbildung zum Psychiater in Bad Freienwalde (Oder). 1925 wurde er Kommunalarzt. Von 1927 bis 1935 war er Oberarzt der psychiatrischen Abteilung der Landesanstalt Eberswalde.
Nach der Machtübernahme der Nationalsozialisten trat er Anfang Mai 1933 in die NSDAP (Mitgliedsnummer 2.300.584) ein. Mitte April 1935 wurde er im Dienstgrad eines Stabsarztes in die Reichswehr übernommen und Anfang Juli dieses Jahres als Truppenarzt der Luftwaffe nach Königsberg versetzt. Anfang Oktober 1936 wechselte er im Dienstgrad eines Oberstabsarztes zur Sanitätsinspektion der Luftwaffe und war dort anfangs als Sachbearbeiter tätig. 1938 wurde er zum Oberfeldarzt befördert.
Nach Beginn des Zweiten Weltkrieges war er Luftgauarzt in Posen und ab Mitte Juli 1940 in Münster. Anfang Oktober 1941 wurde er mit Dienstgrad Oberstarzt Chef des Stabes bei der Sanitätsinspektion der Luftwaffe und Anfang September 1942 in gleicher Funktion beim Wehrmachtssanitätswesen. Anfang Dezember 1943 wurde er zum Generalarzt befördert und übernahm  neben seiner Funktion als Chef des Stabes des Wehrmachtssanitätswesens auch die stellvertretende Leitung des Wehrmachtssanitätswesens unter Siegfried Handloser. Würfler war neben weiteren Teilnehmern bei einer Filmvorführung im Reichsluftfahrtministerium anwesend, wo die Menschenversuche des KZ-Arztes Sigmund Raschers gezeigt wurden. Später gab er an, dass er aufgrund seiner späten Ankunft diese Vorführung verpasst hätte.
Nach Kriegsende befand sich Würfler in britischer Internierung, aus der er am 12. Juni 1946 entlassen wurde. Im Zuge des Nürnberger Ärzteprozesses gab er für den Angeklagten Siegfried Handloser eine eidesstattliche Erklärung ab und wurde während des Verfahrens als Zeuge der Verteidigung vernommen. Nach Entlassung aus der Internierung trat er in den Justizdienst ein und war als Gefängnisarzt und Obermedizinalrat in Köln tätig. An der Universität zu Köln führte er Lehraufträge zur forensischen Psychiatrie durch. Von 1963 bis 1967 gehörte er dem Wissenschaftlichen Beirat für das Sanitäts- und Gesundheitswesen beim Bundesverteidigungsministerium an.

## Publikationen
- Chef des Wehrmachtsanitätswesen. Rückblick nach 33 Jahren. In: Wehrmedizin und Wehrpharmazie. 15, 1977, S. 61–68. (nicht ausgewertet)